# Fino all'ultimo dollaro
Fino all'ultimo dollaro (The Vegas Strip War) è un film per la televisione del 1984 diretto da George Englund. Il film è conosciuto in Italia anche con il titolo Destini a Las Vegas.
È un film drammatico statunitense con Rock Hudson, James Earl Jones, Pat Morita e Sharon Stone.

## Produzione
Il film fu diretto, sceneggiato e prodotto da Michael Greenburg per la George Englund Productions e girato a Las Vegas dal 19 luglio al 28 agosto 1984.

## Distribuzione
Il film fu trasmesso negli Stati Uniti il 25 novembre 1984 con il titolo The Vegas Strip War sulla rete televisiva NBC. È stato poi distribuito negli Stati Uniti in DVD con il titolo The Vegas Casino War.
Altre distribuzioni:
- in Finlandia il 7 marzo 1987 (Kovat panokset)
- in Brasile (A Guerra do Jogo)
- in Germania Ovest (Die Haie von Las Vegas)
- in Spagna (El hombre de Las Vegas)
- in Portogallo (Guerras em Las Vegas)
- in Ungheria (Két legyet egy csapásra)
- in Francia (La guerre des casinos)
- in Polonia (Las Vegas - gra o wszystko)
- in Messico (Trampas en Las Vegas)
- in Italia (Fino all'ultimo dollaro)

## Critica
Secondo il Morandini il film è "di basso livello, diretto da un regista inetto". La produzione è ricordata solo perché è l'ultima interpretazione di Rock Hudson.